# Franz von Zeiller

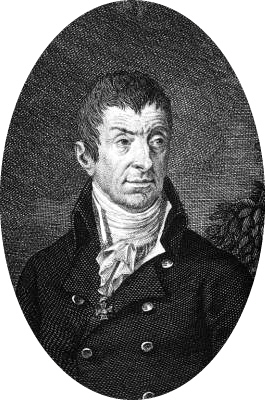
Franz von Zeiller.

Franz Anton Felix von Zeiller, född den 14 januari 1751 i Graz, död den 23 augusti 1828 i Hietzing vid Wien, var en österrikisk jurist.
von Zeiller blev 1778 juris doktor och 1782 professor samt 1793 därjämte Appellationsrat, allt i Wien, men entledigades 1802 från bägge befattningarna för att kunna mera odelat ägna sig åt lagstiftningsarbete. Häri vann han sin största berömmelse; både Österrikes strafflag 1803 och dess civillagbok 1811 är till väsentlig del författade av von Zeiller. 
Han utgav också förarbeten till de två lagverken och en ansedd utläggning av det senare, Commentar über das allgemeine bürgerliche Gesetzbuch für die gesammten deutschen Erbländer der oestreichischen Monarchie (1811-13; även översatt till italienska). Tidigare hade från hans penna utgått bland annat Das naturliche Privatrecht (1802; 4:e upplagan 1835; översatt till latin och italienska).